# Хасан Туфан
Хаса́н Туфа́н (тат. Хәсән Туфан, настоящее имя Хисбулла Фахриевич Гульзизин-Хазратов-Кусинов; 27 ноября (9 декабря) 1900 года — 10 июня 1981 года) — татарский поэт и писатель, народный деятель, лауреат Республиканской премии имени Габдуллы Тукая (1966).

## Биография
Хасан Туфан родился 9 декабря 1900 года в селе Ст. Киреметь ныне Аксубаевского района Республики Татарстан в семье крестьянина. Читать и писать он научился у отца, затем учился в деревенской школе. В 1914 году братья взяли Хасана с собой на Урал, здесь он работал старателем на медных копях.
Определяющее значение в его образовании имело его обучение в одном из передовых мусульманских учебных заведений — Уфимском медресе «Галия». Здесь он посещает музыкально-литературный кружок шакирда медресе, молодого поэта Шайхзада Бабича. С начала 1915 года его учителем литературы был известный писатель Галимджан Ибрагимов. В медресе он также знакомится с Сагит Рамиевым, Мажит Гафури, Сагытом Сунчалеем.
В медресе Гаиля Х. Туфан приобщается к национальному движению. В 1917 году работает стенографистом в Национальном собрании Уфы. После прекращения работы Национального Собрания в 1918 году переводит стенографию на арабицу. 
В 1918 году отправляется к Г. Акчурину в Петропавловск, после чего отправляется в Омск. 
В 1919 году призывается на службу в Белую армию и отправляется в Екатеринбург. В том же году отправляется в Омск, затем в Читу. 
В 1919-1921 годах работает учителем в Верхнеудинске, территория Дальневосточной республики. В 1921-1922 годах преподает в Чите. 
В 1923 году Х. Туфан отправляется к своему брату в город Лысов. В 1924 г. переезжает к родителям в Казань, где работает учителем в школе имени Нариманова до 1928 года.
В 1928—1930 годах путешествовал по республикам Закавказья и Средней Азии.
В 1930—1934 годах Хасан Туфан был редактором Татарского радиокомитета. Позднее он стал ответственным секретарём журнала «Совет әдәбияты» (Советская литература, ныне «Казан утлары»). Работал им до 1937 года. 
С 1934 года Х. Туфан подвергается нападкам. В 1937 году был изгнан из Союза писателей. В 1940 году Хасан Туфан был репрессирован. Спустя два года его приговорили к высшей мере наказания, но расстрел был заменен десятью годами лишения свободы. В 1950 году, после истечения срока, был навечно сослан в Устарский район Новосибирской области. В 1956 году после реабилитации поэт возвращается в Казань.
Умер 10 июня 1981 года в Казани. Похоронен на Татарском кладбище в Казани.

## Творчество
Печататься Хасан Туфан начинает с 1920 года. Уже через несколько лет о нём говорили и читатели, и критики, и литературная общественность. Хасан Туфан одним из первых поднял тему рабочего класса, его труда и борьбы в татарской поэзии. В 20—30 гг. он пишет лирико-эпические поэмы, вошедшие в золотой фонд татарской поэзии («Уральские эскизы», «Между двух эпох», «Бибиевы» и др.).
С середины 30-х годов Хасан Туфан переходит от эпоса к лирике. Многие лирические стихи стали популярными песнями(«Ак каен» – «Белая береза», 1933; «Озату» – «Проводы», 1933). К данному периоду творчества можно отнести пронизанные гражданским пафосом работы: «Оборона маршы» («Марш обороны», 1933), «Комсомол маршы» («Марш комсомола», 1933), в социально-философской поэме «Ант» («Клятва», 1935), сказке для детей «Юкмыш бабай малае» («Внук Юкмыш-бабая», 1940).
Со второй половины 1940x годов Х. Туфан под влиянием жизненных обстоятельств меняет свое отношение к советскому строю, что отражается на его творчестве — произведения обретают философскую глубину, богатая лирическая символика сменяется «эзоповым языком». К данному периоду творчества можно отнести произведения «Алга барышлый» («На пути к будущему», 1941), «Хәят» («Жизнь», 1942), «Иртәләр җитте исә» («Как настанет утро», 1944), «Гөлләр инде яфрак яралар» («Цветы уже распускают листья», 1945), «Моабитны күрдем төшемдә» («Я видел во сне Моабит», 1947), «Агыла да болыт, агыла» («А тучи плывут и плывут», 1951), «Сүз кушасы килә талларга» («Хочется сказать ивам», 1953), «Сөйли торган материя» («Говорящая материя», 1953), «Һиндстанны эзлим» («Ищу Индию», 1956).
В 50—60-х же гг. он создаёт целый ряд произведений, которые вправе считаться жемчужинами татарской поэзии. 
В творчестве поэта последнего времени, 1960x-1970x годы, прослеживается углубление социального анализа, значительность и активность поднятых проблем, напряжённость мысли. Х. Туфан сосредотачивается на судьбах татарского народа, связанных с языком, прошлым и неопределенным будущим. К данному этапу творческой биографии можно отнести произведения «Алмаз» (1959), «Истәдер» («Помню», 1967), «Ни булды сиңа?» («Что случилось с тобой?», 1970), «Гомер эзләре буйлап» («По следам жизни», 1968), «Кармәт истәлекләре» («Киреметские воспоминания», 1970).

### Книги
- Избранное: Стихи и поэмы: Пер. с татар. — М.: Сов. Россия, 1987. — 192 с.
- Лирика: Пер. с татар./ Вступ. ст. Р. Мустафина. — Казань: Татар. кн. изд-во, 1984. — 384 с.
- Фиалка: Стихи разных лет: Пер. с татар./ Вступ. ст. Ф. Хариса. — М.: Современник, 1984. — 112 с.
- Сайланма әсәрләр — Казань: Татар. кн. из-во, 1964. — 215 с.
- Әсәрләр: 5 томда — Казань: Татар. кн. из-во, 2007-2010. — 431 с.

## Награды
- [[Орден Трудового Красного Знамени|
- Государственная премия Татарской АССР имени Габдуллы Тукая (1966 год)

## Память
- Музей в селе Старая Киреметь Аксубаевского района.
- Проспект в Набережных Челнах.
- Улица в Казани.
- Улица в посёлке Аксубаево Аксубаевского района.